# روابط هند و بین‌النهرین
روابط هند و بین‌النهرین (انگلیسی: Indus–Mesopotamia relations) تا قبل از اسکندر مقدونی در سطح گسترده‌ای برقرار بوده‌است. تصور می‌شود که روابط سند تا بین‌النهرین در نیمه دوم هزاره سوم قبل از میلاد توسعه یافته‌است، و با انقراض تمدن دره سند پس از حدود ۱۹۰۰ قبل از میلاد متوقف شده باشد. ناحیهٔ بین‌النهرین حداقل از حدود ۳۲۰۰ سال قبل از میلاد مسیح، در چارچوب روابط مصر و بین‌النهرین، واسطه ای در تجارت محصولاتی از جمله مثلاً لاجورد بین آسیای جنوبی و مصر بوده‌است. یا اینکه حکاکی‌هایی از تمدن دره سند در موهنجودارو وجود دارد که
با حکاکی‌هایی در شوش کامل تطابق داشته و یکسانند.

## گسترش نوسنگی (۹۰۰۰–۶۵۰۰ قبل از میلاد)
خاستگاه خاور نزدیک کشاورزی جنوب آسیا، توسط علم باستان‌شناسی به‌طور کلی پذیرفته شده‌است. مهرگره یکی از قدیمی‌ترین مکان‌هایی است که شواهدی از کشاورزی و گله‌داری در جنوب آسیا دارد، گله‌هایی عظیم از بز، گوسفند و گاو، خانه‌های مستطیل شکل مهرگره و مجسمه‌های زنانه اساساً همگی مشابه خانه‌های خاور نزدیک باستان است. بعنوان مثال مجسمه باروری فرهنگ بین‌النهرین، متعلق به ۶۰۰۰–۵۱۰۰ قبل از میلاد با مجسمه باروری کشف شده از مهرگره در دره سند، حدود ۳۰۰۰ ق.م. یکسانند و الهه‌های باروری دوره نوسنگی در مهرگره شبیه الهه‌های خاور نزدیک هستند. همه آنها بخشی از سنت «پیکره‌های ناهید» دوران نوسنگی هستند، سینه‌ها و باسن فراخ این مجسمه‌ها ارتباط با باروری و تولید مثل دارند.

## روابط زمینی و دریایی
کشتی‌های دریایی برای مردم در منطقه سند شناخته شده بودند، همان‌طور که توسط مهرهایی نشان داده شده‌است که کشتی‌هایی با پرندگان زمین یاب (دیشا-کاکا) را نشان می‌دهند که قدمت آنها بین ۲۵۰۰ تا ۱۷۵۰ قبل از میلاد است. در دوران باستان این تمدن‌ها به تکنولوژی دست پیدا کرده بودند که هنگامی که یک قایق در دریا گم می‌شد و زمینی فراتر از افق بود، پرندگانی که توسط دریانوردان رها می‌شدند تا خشکی را بیابند و برمی‌گشتند و بنابراین راه خشکی‌های پیرامون را نیز به کشتی‌ها نشان می‌دادند. مهرهای مختلفی از منطقه سند و خلیج فارس با تصویر کشتی‌های بسیار بزرگ مربوط به سنت‌های مختلف کشتی سازی، تاکنون کشف و شناخته شده‌است.

### مبادلات تجاری و فرهنگی
بسیاری از یافته‌های باستان‌شناسی نشان می‌دهد که تجارت دریایی در امتداد سواحل آفریقا و آسیا از چندین هزار سال پیش آغاز شده‌است.

### کالاهای هندی در بین‌النهرین
سرهای میخک (میخک صدپر)، که تصور می‌شود منشأ آن‌ها از ملوک‌ها در دریای جنوب شرقی آسیا باشد، و متعلق به هزاره دوم پیش از میلاد بودند، در منطقه‌ای در ترقا (تل آشارا) پیدا شد.

## ژن‌های هندی در بین‌النهرین باستان
مطالعات ژنتیک از استخوان‌های یافت شده در تل آشارا، ارتباط با منطقه شبه قاره هند در دوران پارینه سنگی بالایی را نشان داد. ژن‌های یافت شده در این آثار باستانی در تل آشارا ارتباط انحصاری ژنتیکی با مردمانی امروزی ساکن در تبت و هیمالیا و لداخ و هند و پاکستان را آشکار ساخت. مطالعات دیگری نیز همچنین ارتباط بین جمعیت‌های بین‌النهرین و گروه‌های جمعیتی که اکنون در جنوب هند واقع شده‌اند، مانند تامیل‌ها را نشان داده‌اند. این واقعیت که نمونه‌های یافت شده و مورد مطالعه شامل هم مردان و هم زنها بودند که هر کدام در دوره‌ای متفاوت زندگی می‌کردند و هاپلوتیپ‌های متفاوتی را نشان می‌دادند، نشان می‌دهد که ماهیت حضور آن‌ها در بین‌النهرین طولانی‌مدت بوده‌است و نه صرفاً اتفاقی. و در نتیجه این احتمال وجود دارد که این ارتباط ژنتیکی در نتیجه جابجایی جمعیت در زمان‌های اخیر قطع شده باشد.
اجداد نزدیک این نمونه‌های اسکلت‌های یافت شده می‌توانند همان جمعیت بنیان‌گذاران شهر باستانی ترقا باشند، ترقا که یک مکان تاریخیست و احتمالاً در اوایل عصر برنز ساخته شده‌است، در زمانی که فقط کمی قبلتر از تاریخ‌گذاری سن اسکلت‌های هندی یافت شده‌است. افراد مورد مطالعه همچنین می‌توانستند نوادگان موج‌های مهاجرت قدیمی تری باشند که این ژن‌ها را از شبه قاره هند آورده‌اند. و می‌توان گفت که در میان آنها افرادی بودند که در تأسیس تمدن‌های بین‌النهرین دخیل بوده‌اند. به عنوان مثال، عموماً پذیرفته شده‌است که بنیانگذاران تمدن سومری ممکن است از خارج از منطقه آمده باشند، اما منشأ دقیق آنها هنوز محل بحث است.

### ژن‌های آسیای غربی در شمال هند
تحقیقات باستان‌شناسی اخیر بر اساس نمونه‌های DNA جمع‌آوری شده از سایت هاراپان رخیشاپور نشان می‌دهد که مهاجرت از آسیای غربی به شمال هند در اوایل ۱۲۰۰۰ سال پیش رخ داده‌است، و تبادلات فرهنگی تا حدود ۲۰۰۰ سال بعد نیز در حجم زیاد وجود داشته‌است.

## نوع خط و زبان‌ها
الفبای آرامی احتمالاً نمونه اولیه خط براهمی هند، نیای تمام خطوط هندی بوده‌است. اشکال بسیاری از حروف براهمی تأثیر واضح سامی را نشان می‌دهد. این انتقال احتمالاً در قرن هفتم قبل از میلاد انجام شده‌است. تطبیق خط آرامی با زبان هند و آریایی در هند به هیچ وجه ساده و سرراست نبوده‌است. علاوه بر این، خط براهمی در اصل از راست به چپ نوشته شده‌است.

## روابط بازرگانی میان ایرانیان و هندیان
شواهدی موجود است که از سده ۷ پیش از میلاد میان ایرانیان و هندیان پیوندهای بازرگانی برقرار بوده‌است و اینکه هندیان نه‌تنها با ایرانیان چه‌بسا با مردم بابل هم از راه خلیج‌فارس در تماس بوده و کالاهای بازرگانی خود را با آنها داد و ستد می‌نمودند. با کشف آثار باستانی موهنجودارو و هاراپا در هند و همانند آن در ایران در شهر سوخته، درستی این گفته تا حد فراوانی تأیید شده‌است. در ریگ ودا کتاب مقدس هندوان و یادگار دوران باستانی ودائی، دربارهٔ ایران و از پارتی‌ها با کلمه‌ای بنام (پارتاوا) یادشده است. طرح‌ها و نقش‌های جانوران، ابزارهای شکار، تزئینات و کنده‌کاری‌ها در آثار باستانی جیرفت نشان‌دهنده تعامل این تمدن با تمدن سومری و بین‌النهرین است. سومریها آرتتا را دروازهٔ بازرگانی با تمدن هاراپا (هند باستان) می‌نامیدند و تمدن آراتتا دروازهٔ بازرگانی سومر با تمدن هاراپا (هند باستان) بود.

### میمون رزوس شهر سوخته
یک ماکاک رزوس جوان - حدوداً پنج ساله در هنگام مرگ - طبق همان شیوه‌های تشییع‌جنازه که برای نوزادان انسان استفاده می‌شد در قبرستانی در شهر سوخته دفن شده‌است و یک ظرف (مانند پیالهٔ آب) مخصوص مایعات که در آن زمان به‌عنوان یکی از هدایای تدفین در کنار متوفا دفن می‌شد نیز در این گور هم یافت شد که نشان می‌دهد که محتمل درواقع می‌توان گفت این میمون، با تشریفات انسان‌ها خاک شده بوده‌است.
این نوع میمون در پوشش جانوری ایران وجود نداشته‌است، و این نوع میمون، از شرق هندوستان و چین به ایران آورده شده بوده‌است. اینجا می‌توان به سلسله ارتباطاتی که شهر سوخته در آن زمان با شمال هندوستان داشته‌است رسید. در آن زمان ازآنجا چوب آبنوس وارد می‌شده‌است، و ظروف سفالی تبادل می‌شده‌است و اکنون مشخص شده‌است که یک میمون از آن منطقه به ایران آورده شده بوده‌است.